# Cultural Fit
Cultural Fit (deutsch: kulturelle Übereinstimmung) ist ein Begriff aus der Personalpsychologie. Er beschreibt die Übereinstimmung zwischen Bewerbern und Arbeitgebern (Unternehmen) in Bezug auf Handlungsweisen und Wertevorstellungen.

## Stellenwert
Neben Lebenslauf und beruflicher Qualifikation achten Unternehmen zunehmend darauf, dass künftige Mitarbeiter auch in Bezug auf ihre Wertevorstellungen und Arbeitsweisen in die Unternehmenskultur passen. Dabei geht diese Beachtung ursprünglich nicht von Unternehmens-, sondern von Bewerberseite aus. 
Ein immer größerer Bewerberanteil, allen voran die „Young Professionals“ der Generationen Y und Z, haben den Anspruch, dass der potentielle Arbeitgeber zu den eignen Wertevorstellungen und Wünschen passt. Hier sei der vom Sozialphilosophen Frithjof Bergmann geprägte Begriff New Work zu erwähnen.
Im Wettstreit um die besten Talente reagieren Unternehmen auf das neue Selbstverständnis der jungen Generationen und passen sich daran an. Viele Arbeitgeber präsentieren daher ihre Unternehmenskultur offensiver im sogenannten „War for Talents“ und suchen gezielt nach zu ihren Werten passenden Mitarbeitern. Wissen sie doch, dass sich ein guter Cultural Fit auch positiv auf Krankenstand, Produktivität und Fluktuation auswirkt.
Zusammenfassend lässt sich konstatieren, dass Cultural Fit sich von Unternehmensseite mit der Frage beschäftigt: Passt der Kandidat zu unserer Unternehmenskultur? Im Umkehrschluss lautet die Frage zu Cultural Fit von Bewerberseite aus: Passt das Unternehmen zu meinen persönlichen Wertvorstellungen?

## Effekt
Edgar H. Schein, Mitbegründer der Organisationspsychologie, definiert Unternehmenskultur als „ein Muster gemeinsamer Grundprämissen, das die Gruppe bei der Bewältigung ihrer Probleme externer Anpassung und interner Integration erlernt hat […] und das […] an neue Mitglieder als rational und emotional korrekter Ansatz für den Umgang mit Problemen weitergegeben wird.“ (Schein 1985, S. 25)
Allerdings hat jeder Mensch ein unterschiedliches Wertesystem, was dazu führen kann, dass die gemeinsamen Grundprämissen eines Unternehmens nicht bei jedem auf Zustimmung stoßen. Das führt oftmals zu Konflikten zwischen neuen und alten Mitarbeitern. Prallen zwei oder mehrere Wertesysteme von Mitarbeitern aufeinander, die eine sehr geringe bis gar keine Kongruenz aufweisen, wird das Betriebsklima gestört, woraufhin die Produktivität abnimmt. Michael Houseman und Dylan Minor (2015) von der Harvard Business School sprechen dabei von einem „toxic worker“ (deutsch: giftiger Mitarbeiter).
Diverse Studien belegen, dass ein harmonierendes Team produktiver und zufriedener ist, als Teams mit toxischen Mitarbeitern – also mit Mitarbeitern, deren Wertvorstellungen nicht in die Unternehmenskultur passen. Eine 2016 veröffentlichte Studie der BSP Business School Berlin, des Deutschen Instituts der Aufsichtsräte und des HRtech Start-ups JobUnicorn zeigt deutlich die Zusammenhänge von Zufriedenheit im Unternehmen mit Motivation und Produktivität der Mitarbeiter. 82 % der Befragten ist zudem eine Unternehmenskultur wichtig, die zu den eigenen Werten und Einstellungen passt.

## Cultural Fit mit Algorithmen
Um den Cultural Fit eines Bewerbers zu ermitteln, gibt es unterschiedliche Herangehensweisen. Den meisten liegt ein personalpsychologisches Job-Matching zugrunde. Während einige Unternehmen auf eigene Persönlichkeitstests setzen, gibt es auch Übereinstimmungswerkzeuge von HRtech Start-ups, die auf Algorithmen basieren. Auf diesen Plattformen können Bewerber neben Hard Skills auch ihre Wertvorstellungen mit potentiellen Arbeitgebern gegenüberstellen – und umgekehrt.